# Voyage d'un lion d'Afrique à Paris

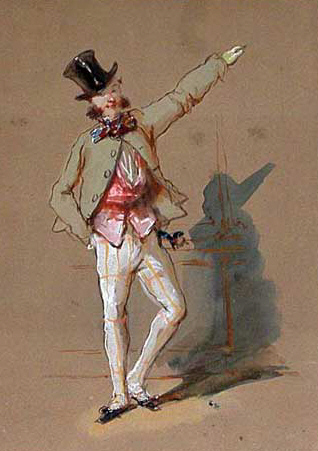
Dandy de Paul Gavarni.

Voyage d’un lion d’Afrique à Paris, et ce qui s’ensuivit est une nouvelle satirique d'Honoré de Balzac parue en livraison de 1840 à 1842, puis en livre illustré en deux volumes de 1844 à 1845 dans l'ouvrage collectif, Scènes de la vie privée et publique des animaux.

## Résumé
Un lion de l’Atlas, prince héritier, vient à Paris pour parfaire son éducation. Il est d’abord capturé, enfermé au zoo du Jardin des plantes de Paris, puis relâché et guidé dans la ville par un chien policier qui lui fait découvrir les fastes des boulevards.
Cette satire des « lions » (dandy-lion) tourne en ridicule les élégants qui, pour éclabousser le tout-Paris de leurs splendeurs, se jettent dans des dépenses invraisemblables. Ils sont accompagnés de leur aréopage : les « tigres » (laquais), fréquentent les « loups-cerviers » (banquiers), et usent de ces petites danseuses entretenues : les « rats » (voir : Personnages de La Comédie humaine).
Le texte fut écrit conjointement par Balzac et Hetzel. L’auteur-éditeur corrigea le conte et écrivit le dénouement avec une vague allusion à la question d’Orient.